# Zichy Tivadar
Gróf zicsi és vázsonykői Zichy Tivadar Béla Rudolf, angolul használ nevén Count Theodore Béla Rudolf Zichy de Zich et Vásonkeő (Eastbourne, 1908. június 13. – London, 1987. december) magyar–brit autóversenyző, fotográfus, filmszínész, rendező és producer.
Emellett hírhedt playboy volt, az 1920–1930-as években a pénzt szóró magyar aranyifjúság tipikus alakja. Barátai közé tartozott a svéd Raoul Wallenberg. A második világháború előtt váltogatva lakott Magyarországon és Nagy-Britanniában, gyakran hitelezői elől menekülve. Bécsben egy ízben három évre felfüggesztett féléves elzárásra ítélték ausztriai adósságai miatt.

## Élete
A sussexi Eastbourne-ban született, 1908-ban az egyik legnevesebb magyar arisztokrata családban. Apja zicsi és vázsonykői gróf Zichy Rudolf Mária Béla, anyja az amerikai származású Mabel Elizabeth Wright (1865–1926) volt. Tíz évvel idősebb Zichy Mária Béla George Edward öccse, a festő Zichy Mihály unokaöccse volt.

### Autóversenyzőként
Önéletírása szerint 17 évesen már autós ralikon vett részt. 1927-ben érte el első győzelmeit.
1928-ban kezdett Bugatti-autókon versenyezni. „Ezután megérkezett Ettore Bugatti az életembe és hét éven keresztül nem számított semmi más (kivéve a nők és az ital)” – írta. Ez túlzás volt, mert sikereket csak két évig ért el, és 1929-ben a hitelezői elől Nagy-Britanniába szökött. A "Targa Florio", amit megvásárolt, nagyjából 200 km/órás sebességre volt képes. 
Komolyan 1928-ban hívta fel magára a figyelmet, amikor 187 km/órás átlagsebességgel megnyerte a Tiszántúli Autómobil Club megbízhatósági túraútjának részeként a rakamazi egyenesben rendezett 10 kilométeres gyorsasági versenyt. „Az autó úgy ugrált az egyenetlen útfelületen, mint egy jo-jo,” – írta. „Akkor még nem találták fel a biztonsági övet, és nem léteztek bukósisakok sem. Csak úgy lehetett az ülésben megmaradni, hogy belekapaszkodtam a kormánykerékbe, s a bal lábamat a kuplung alá dugtam, s mint egy zsoké, a fenekemet szinte végig a levegőben tartottam…”
1928-ban megnyerte a hat versenyből álló első magyar autósportbajnokságot, amely Kelet-Európában is az első volt. Autóversenyzői karrierjének csúcspontja az 1928-as svábhegyi verseny volt, ahol a korabeli lapbeszámolók szerint „megdönthetetlen” időrekordot ért el. Nagy vetélytársa a dúsgazdag Eszterházy Antal herceg volt, nemcsak a versenypályán, hanem az ivásban Budapest, Párizs és Monte-Carlo bárjaiban, és egymás barátnőinek az elcsábításában is.

### Fotós
Fotósként főként női lábakat, lábfejeket és cipőket fényképezett. 'Chiaroscuros című, 1948-as válogatása lábfejfetisiszta és cipőfetisiszta képeket tartalmaz. Az 1950-es években a főként vezető üzletembereknek dolgozó londoni Baron Stúdiónak volt fotós munkatársa. 

### A filmszakmában
Filmszínészként a parancsnokhelyettes szerepét játszotta az 1941-ben bemutatott Gasbags című háborús vígjátékban, Borg ezredest a Blimp ezredes élete és halála című filmben 1943-ban, egy párbajsegédet az 1954-es Liebelei című tévésorozatban és egy német ügynököt az 1956-os Private's Progress című filmben.   
A későbbiekben több rövidfilmet és játékfilmet rendezett, írt, illetve menedzselt producerként 1958 és 1963 között.

### Magánélete
1928. február 20-án Párizsban vette feleségül a nála idősebb Xenia V. Howard Johnstont (1904–1931). A házasság társasági esemény volt, amit megírtak az európai lapok. 1930-ban azonban már elváltak. Hamarosan feleségül vette egy hosszúhetényi kisbirtokos lányát, Glöck Máriát. Utoljára 1964-ben házasodott: Daphne Barkert vette feleségül, aki korábban a Jack és Daphne Barker Kabaré-duó tagja volt. Felesége 1987-ben meghalt. Ugyanennek az évnek a végén Zichy Tivadar Londonban öngyilkos lett. Halotti bizonyítványát 1988-as dátummal állították ki.

## Főbb művei
- Ahol a baj elkezdődött. Regény; szerzői, Bp., 1935
- Matild szeretői; szerzői, Bp., 1936
- Orgia r. t. Egy képzelt város erkölcsrajza; Új Magazin, Bp., 1936 (Új magazin könyvek)
- Három vacsora. Játék 3 felvonásban; szerzői, Törökszentmiklós, 1936
- Count Zichy: That was no gentleman – that was Zichy; Polybooks, London, 1974

### Emlékezései
1974-ben adta ki emlékezéseit That Was No Gentleman, That Was Zichy (Nem gentleman volt, hanem Zichy) címen.

## Fordítás
- Ez a szócikk részben vagy egészben  a   Theodore Zichy című angol Wikipédia-szócikk ezen változatának fordításán alapul.  Az eredeti cikk szerkesztőit annak laptörténete sorolja fel. Ez a jelzés csupán a megfogalmazás eredetét és a szerzői jogokat jelzi, nem szolgál a cikkben szereplő információk forrásmegjelöléseként.